# Georges Conchon
Georges Conchon (født 9. maj 1925 i Saint-Avit, død 29. juli 1990 i Paris) var en fransk forfatter, der i 1964 fik Goncourtprisen for romanen L'État sauvage.